# وادي النعناع (واد النعناع)
وادي النعناع هي إحدى مشيخات المملكة المغربية، تتبع جغرافيا لإقليم سطات وإداريًا لواد النعناع. يقدر عدد سكانها بـ 2143 نسمة حسب الإحصاء الرسمي للسكان والسكنى لسنة 2004.